# Lynwood (Kalifornia)
Lynwood város az USA Kalifornia államában, Los Angeles megyében. Lakosainak száma 67 265 fő (2020. április 1.).

## Népesség
A település népességének változása:
| Lakosok száma | 7323 | 69 772 | 67 265 |
|               | 1930 | 2010   | 2020   |